# Marie Novello

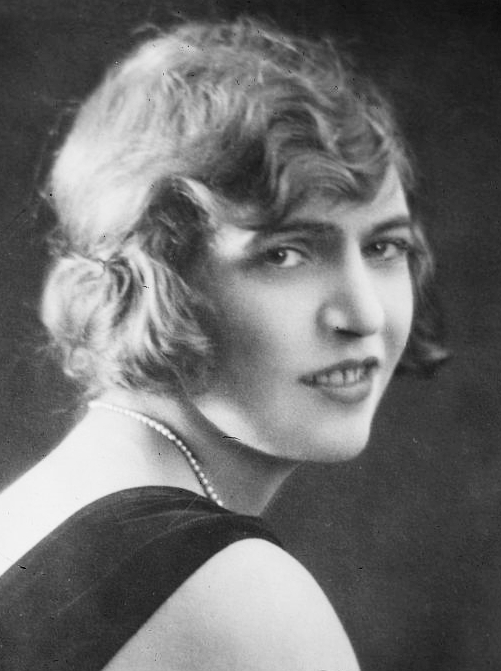
Marie Novello (1900)

Marie Novello (auch Marie Novello Williams, * 31. März 1884 in Maesteg als Marie Williams; † 21. Juni 1928 in London) war eine walisische Pianistin. Sie war eine der letzten Schülerinnen Theodor Leschetizkys und trat von Kindesbeinen an öffentlich auf. Ihr früher krankheitsbedingter Tod beendete 1928 eine vielversprechende Karriere.

## Leben und Werk
Die Tochter des Bergmanns und Musikers W. T. Williams wurde am 31. März 1884 als Marie Williams in Maesteg in Südwales geboren. Sie wurde später von ihrer Klavierlehrerin Clara Novello Davies, der Mutter des Komponisten Ivor Novello, adoptiert. Als Kind gewann Marie Novello bei dem Musik- und Literaturfestival Welsh National Eisteddfod den Hauptpreis und hatte ihren ersten öffentlichen Auftritt in Cardiff. Im Alter von zehn Jahren spielte sie Chopins Ballade Nr. 1 in g-Moll Op. 23 bei einem Konzert in der Wigmore Hall (damals Bechstein Hall) in London. 1912 ging Marie Novello nach Wien, um bei Theodor Leschetizky zu studieren, wurde zunächst aber wegen mangelnder Deutschkenntnisse abgelehnt. Marie Novello erlernte die deutsche Sprache, kehrte nach Wien zurück und wurde eine der letzten Schülerinnen Leschetizkys.
Als Teenager trat Novello regelmäßig in London auf und nahm an Konzerten teil, in denen meistens eine Reihe verschiedener Solisten präsentiert wurden. Ab ihren frühen Zwanzigern trat sie bei den Proms and Ballad Concerts und Sunday League Concerts auf und nahm auch an den Brighton und Cardiff Musical Festivals teil. Am 23. Februar 1922 gab Marie Novello ihr Debüt in der New Yorker Town Hall. Hier spielte sie ein Programm mit Werken von Frédéric Chopin, Domenico Scarlatti, Claude Debussy, Selim Palmgren und Ede Poldini. Am 21. Januar 1923 gab sie ihr Konzertdebüt im Playhouse von Chicago.
Marie Novello entlehnte ihr Repertoire überwiegend der romantischen Literatur. 1926 spielte sie sowohl das Klavierkonzert in a-Moll op. 16 von Edvard Grieg und das Klavierkonzert Nr. 1 in b-Moll Op. 23 von Pjotr Iljitsch Tschaikowski in einem Konzert in der Londoner Queen’s Hall unter der Leitung von Bruno Walter. Novello spielte auch virtuoses Repertoire wie Franz Liszts Klaviersonate in h-Moll und Camille Saint-Saëns’ Variationen über ein Thema von Beethoven für zwei Klaviere, wobei der andere Teil von einer Duo-Art-Klavierrolle in der Aufführung wiedergegeben wurde. Bei ihrer Vorliebe für die romantische Musik vernachlässigte Marie Novello die zeitgenössische Musik nicht. Bekannt wurde sie durch die Uraufführung der Rhapsody on Tipperary für Klavier und Orchester von Frank Tapp, einem damals in den englischen Konzertsälen gut bekannten, heute nahezu vergessenen Komponisten. Musikkritiker charakterisierten nach dem Naxox-Artikel Novellos Spiel häufig als „impulsiv“, „unkrontolliert“ oder „grob“. „Jedoch enthält es auch poetische Momente.“
Marie Novello spielte zunächst Aufnahmen für das Label Edison Bell, die „für ein etwas musikalisch weniger anspruchsvolles Publikum hergestellt und an dieses verkauft wurden“ (so der Naxos-Artikel). Aber sie spielte auch künstlerisch wertvolle Aufnahmen ein wie das Klavierkonzert Nr. 1 in g-Moll Op. 25 von Felix Mendelssohn Bartholdy, bei dem sie vom Royal Symphony Orchestra unter Joseph Batten begleitet wurde. Andere künstlerisch wertvolle Aufnahmen umfassen Liszts Liebestraum Nr. 3 in As-Dur und seine Ungarische Rhapsodie Nr. 2, in der Novello nicht die „impulsiven“ oder „groben“ Eigenschaften an den Tag legte, die man vielleicht nach Lesen ihrer Konzertkritiken erwartet hätte. Eine Einspielung von Bachs Toccata und Fuge in d-Moll BWV 565, arrangiert für Klavier von Carl Tausig beeindruckt aufgrund ihrer klanglichen Qualitäten. Novello spielte 1925 und im Januar 1926 einige frühe elektrische Aufnahmen für das Label HMV (His Master’s Voice) in Hayes ein. Diese wurden nicht veröffentlicht. Sie spielte am 1. März 1927 (nur fünfzehn Monate vor ihrem Tod) in der Small Queen’s Hall eine Gavotte von Jean-Philippe Rameau und die Étude de Concert in Fis Op. 36 Nr. 13 von Anton Arensky künstlerisch absolut wertvoll und gelungen ein.
Marie Novello starb am 21. Juni 1928 im Alter von 44 Jahren in ihrem Haus in London an einer Krebserkrankung im Bereich des Rachens. Sie wurde auf dem Friedhof ihres Heimatortes Maesteg beigesetzt.